# Höhbeck
Höhbeck – miejscowość i gmina położona w niemieckim kraju związkowym Dolna Saksonia, w powiecie Lüchow-Dannenberg. Należy do gminy zbiorowej (niem. Samtgemeinde) Gartow.